# Bellas vänner
Bellas vänner var en förening bildad år 1997 för att hjälpa unga kvinnor som utsatts för sexuella övergrepp. Organisationen samarbetade bland annat med brottsofferjouren, ECPAT och flera socialtjänster. 
Organisationen kritiserades hårt i Evin Rubars tv-reportage Könskriget som SVT sände i maj 2005. Alexa Wolf var bl.a. delaktig i kidnappningsaffären där två tjejer fördes bort från ett läger för unga kvinnor som utsatts för sexuella övergrepp, arrangerat av föreningen Bellas vänner. Lägret ställdes in för övriga deltagare och de två tjejerna togs på en tre och halv veckas skräckresa genom Sverige och Norge under förevändning att de förelåg någon sorts hotbild mot dem. Alexa Wolf fakturerade sedan Bellas vänner 116 940 kr för sin insats, och anlitade advokat för att driva in pengarna, vilket bidrog till att Bellas vänner gick i konkurs.